# ガストン・ローランツ
ガストン・ローランツ（Gaston Roelants、1937年2月5日 - ）は、ベルギーの元陸上競技選手。1960年代を代表するクロスカントリー、3000m障害の選手である。
1962年ヨーロッパ選手権の3000m障害で優勝した後、1964年東京オリンピックの3000m障害でも金メダルを獲得。1963年には8分29秒6の世界新記録、さらに1965年にも8分26秒4で2度目の世界新記録を樹立した。1960年ローマオリンピックにも3000m障害に出場しているが4位に終わっている。1966年のヨーロッパ選手権で3位になった後は、より長い距離に挑戦し大活躍した。同年には20kmで、58分6秒2、1時間走で20,664mと世界最高記録を樹立。1972年には57分44.4秒、20,878mに更新した。
メキシコプレ五輪のマラソンに優勝、『優勝確率は100パーセント』と例によって超強気で臨んだ本番だったが途中棄権した。
さらに、世界クロスカントリー選手権大会でも1960年から1975年の間に、4回の優勝、3回の2位を含め、10位内になること9回というすばらしい成績を残している。

## 主な実績
| 年   | 大会                 | 場所                         | 種目      | 結果 | 記録          |
| ---- | -------------------- | ---------------------------- | --------- | ---- | ------------- |
| 1962 | ヨーロッパ陸上選手権 | ベオグラード(ユーゴスラビア) | 3000m障害 | 1位  | 8分32秒6      |
| 1964 | オリンピック         | 東京(日本)                   | 3000m障害 | 1位  | 8分30秒8      |
| 1966 | ヨーロッパ陸上選手権 | ブダペスト(ハンガリー)       | 3000m障害 | 3位  | 8分28秒8      |
| 1969 | ヨーロッパ陸上選手権 | アテネ(ギリシャ)             | マラソン  | 2位  | 2時間17分23秒 |
| 1974 | ヨーロッパ陸上選手権 | ローマ(イタリア)             | マラソン  | 3位  | 2時間16分30秒 |